# Grande Enciclopédia Soviética

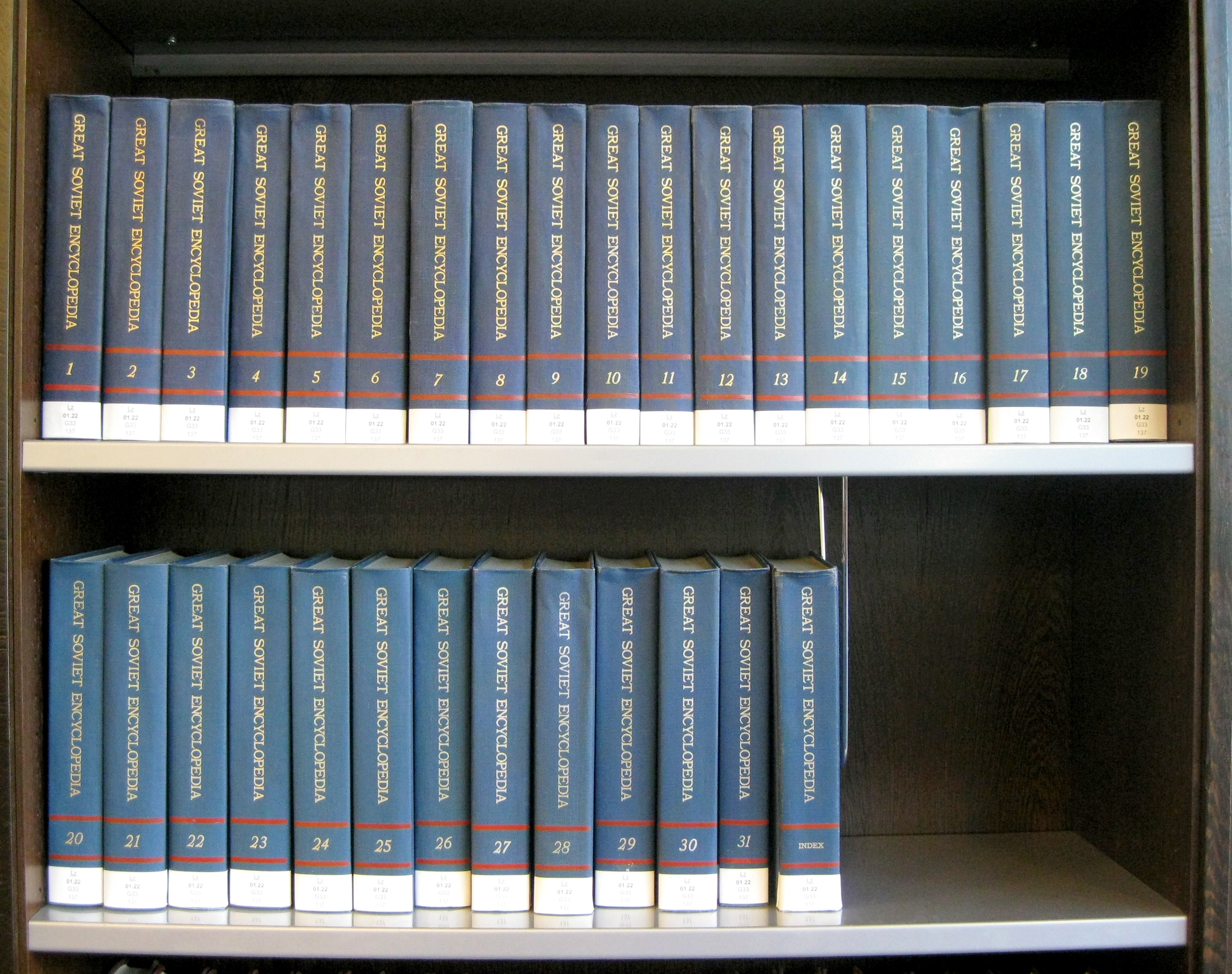
Edição em papel da Grande Enciclopédia Soviética.

A Grande Enciclopédia Soviética, em russo:  Большая советская энциклопедия, ou БСЭ, transliterado Bolshaya sovetskaya entsiklopediya, é uma das maiores e mais completas enciclopédias em russo e do mundo, editada pelo governo soviético de 1926 a 1990, retomada em 2002, agora com o título Bolshaya Rossiyskaya entsiklopediya ou Grande Enciclopédia Russa.